# 平山浩行
平山浩行（日语：／ Hirayama Hiroyaki，1977年10月17日—），日本男演員。身高185公分，血型A型。

## 簡介
原藝名為平山廣行，亦為本名。但在2008年12月20日離開研音後引退演藝圈一段時間。而就在2009年6月6日出演MR.BRAIN第三話時，便以新藝名平山浩行開始活動。

## 作品

### 電視劇
- 高原へいらっしゃい（2003年、TBS）- 飾 中原友也
- 天花（2004年3月－9月、NHK）- 飾 鈴木龍之介
- 国盗り物語（2005年、東京電視台）- 飾 明智秀滿
- 菊次郎與早紀2（2005年7月－9月、朝日電視台）- 飾 北野大（青年期）
- 不愉快的基因（2005年、富士電視台）- 飾 若狹宗夫
- 積木崩塌的真相（2005年、富士電視台）- 飾 谷口透
- 天下騷亂德川三代的陰謀（2006年、東京電視台）- 飾 渡部數馬
- 主播台女王（2006年4月17日、富士電視台）- 飾 西園寺真嗣
- 新娘犯太歲！（2006年、TBS）- 飾 東海林潤
- 演歌的女王（2007年、日本電視台）- 飾 矢澤
- 壞人們（2007年、朝日電視台）- 飾 葉山耕太
- 碌山之戀（2007年、TBS）- 主人公・荻原碌山
- 夏雲あがれ（2007年6月－7月、NHK）- 飾  吉原者銀次
- 菊次郎與早紀3（2007年7月－9月、朝日電視台）- 飾 北野大（青年期）
- 大象花子（2007年、富士電視台）- 飾 南則夫
- 篤姫（2008年、NHK）- 飾 海江田信義
- 轉瞬為風（2008年2月、富士電視台）- 飾 河野
- 不良學園（2008年4月－7月、TBS）- 飾 島野右京
- 空中急診英雄（2008年、富士電視台）- 飾 田澤悟史
- Room Of King（2008年、富士電視台）- 飾 細野春臣
- MR.BRAIN 第3話（2009年6月6日、TBS）- 飾 荒木明夫
- 阿娜答得了憂鬱症 最終話（2009年6月12日、NHK）- 飾 出版社員
- 零秒出手 第4話（2009年8月3日、富士電視台）- 飾 柏崎正人
- 仁醫（2009年、TBS）- 飾 千葉重太郎
- 談判尤物2 第4話（2009年11月12日、朝日電視台）- 飾 矢島
- 代書萬萬歲！ 第1話（2010年1月17日、TBS）- 飾 庄野
- 女刑事・音道貴子 凍える牙（2010年1月30日、朝日電視台）- 飾 反町刑事
- 空中急診英雄2（2010年1月－2月、富士電視台）- 飾 田澤悟史
- 臨場2（2010年4月－6月、朝日電視台）- 飾 永嶋武文
- 離婚同居 第2話（2010年5月25日、NHK）- 飾 下着メーカーの社員
- MM9-MONSTER MAGNITUDE-（2010年7月7日－9月29日、MBS）- 飾 冰室真琴
- JOKER私法正義（2010年7月13日－9月14日、富士電視台）- 飾 来栖淳之介
- PERFECT REPORT（2010年10月17日－12月19日、富士電視台）- 飾 黑井彰
- 惡黨（2011年1月21日－3月25日、朝日電視台）- 飾 山下學
- 喪失名字的女神（2011年4月12日－6月21日、富士電視台）- 飾 本宮功治
- 全開女孩（2011年7月11日－9月19日、富士電視台）- 飾 新堂響一
- 南極大陸（2011年10月16日－12月18日、TBS）- 飾 岸部
- 世界奇妙物語 2011年秋之特別篇（2011年11月26日、富士電視台）- 飾 安田直輝
- 背之眼（2012年3月31日、BS日本）- 飾 道尾秀介
- 都市傳說之女（2012年4月13日－6月8日、朝日電視台）- 飾 柴山俊也
- Platina Town（2012年8月19日－9月16日、WOWOW）- 飾 熊澤健二
- 大奧 ～誕生【有功．家光篇】（2012年10月12日－12月14日、TBS電視台） - 飾 稻葉正勝
- 單身女的聖誕節 第1夜（2012年12月17日、日本電視台）- 飾 早見亮介
- 顫抖的牛（2013年6月16日－7月14日、WOWOW）- 飾 柏木信友
- 無名毒（2013年7月8日－9月16日、TBS）- 飾 秋山省吾
- 特搜最前線2013〜7頭警犬〜（2013年9月29日、朝日電視台）- 飾 伊澤龍司
- 都市傳說之女2（2013年10月11日－11月22日、朝日電視台）- 飾 柴山俊也
- S-終極警官（2014年1月21日－3月16日、TBS電視台）- 飾 速田仁
- FIRST CLASS（2014年4月19日－6月21日、富士電視台）- 飾 磯貝拓海
- SMOKING GUN～決定的證據～ 第7話 - 第9話（2014年5月21日－6月4日、富士電視台）- 飾 楠神多聞
- 世界奇妙物語 2014年秋之特別篇（2014年10月18日、富士電視台）- 飾 拓也
- 股價暴落（2014年10月19日－11月16日、WOWOW）- 飾 淡島平太
- Dear Sister（2014年10月16日－12月18日、富士电视台）- 飾 萩原陽平
- 醫師們的戀愛情事（2015年4月9日－6月18日、富士電視台） - 高橋宗太郎
- 大人女孩（2015年10月15日－12月17日、富士電視台） - 飾  池田優
- 彼岸花～警視廳搜查七課～（2016年1月13日－3月16日、日本電視台）- 飾 北條光佑
- 寬鬆世代又怎樣 第9話（2016年6月12日、日本電視台）- 飾 道上政伸
- 乞愛者（2017年1月11日、讀賣電視台・日本電視台）- 飾 山岡裕司
- 世界奇妙物語 2017年春之特別篇（2017年4月29日、富士電視台）- 飾 八卷卓朗
- 只是先出生的我（2017年10月14日－12月16日、日本電視台）- 飾 後藤田圭
- 黑色復仇（2017年10月5日－12月8日、讀賣電視台・日本電視台）- 飾 天滿龍二
- 總覺得鄰家更幸福（2018年1月18日－3月22日、富士电视台）- 飾 川村亮司
- 獵頭（2018年4月16日－6月4日、東京電視台）- 飾 眞城昭
- 部長 風花凜子之戀（2018年7月5日・7月12日、讀賣電視台・日本電視台）- 飾 高澤光太郎
- Legal V～前律師·小鳥遊翔子～ 第2話（2018年10月18日、朝日電視台）- 飾 城野優
- 安寧時光～道（2019年4月8日－2020年3月27日、朝日電視台）- 飾 根來鐵兵
- 集團左遷!! 第1話（2019年4月21日、TBS）- 飾 米山貢次
- 我分享了丈夫？（2019年7月4日－9月6日、讀賣電視台・日本電視台）- 飾 天谷恭平
- 明察小會計（2019年7月26日－9月27日、NHK綜合）- 飾 田倉勇太郎
- 假面騎士聖刃（2020年9月6日－12月20日、朝日電視台） - 飾 上條大地/假面騎士Calibur/假面騎士聖刃（聲）
- 大叔與貓 第6話 - 最終話（2021年2月11日－3月25日、東京電視台）- 飾 日比野奏
- 在寂寞山丘狩獵（2022年4月23日－6月11日、東京電視台） - 飾 淺野龍平
- 佔領大醫院（2023年1月14日－3月18日、日本電視台） - 飾 丹波一樹
- 暗黑郵差（2023年8月18日－9月29日、東京電視台） - 飾 加納直樹
- 佔領新機場（2024年1月13日－3月16日、日本電視台）- 飾 丹波一樹 / 虎
- My Diary 第6話（2024年12月1日、朝日放送電視台・朝日電視台）- 飾 恩村拓郎
- 天久鷹央的推理病歷簿（2025年4月22日－6月24日、朝日電視台）- 飾 櫻井公康

### 網路劇
- 潘朵拉的果實〜科學犯罪搜查檔案〜 Season2（2022年6月25日－7月30日，Hulu）- 飾 澤田克也
- 只想告訴你（2023年3月30日，Netflix）- 飾 黑沼喜多男

### 電影
- 男人們的大和（2005年12月） - 飾  玉木水兵長
- WATERS（2006年3月） - 飾  鉄平
- 沒有出口的海（2006年） - 飾   剛原力
- 叫（2007年） - 飾  櫻井刑事
- 東京の嘘（2007年）
- 東京鐵塔：老媽和我，有時還有老爸（2007年） - 飾  磯山
- M（2007年）
- 能登の花ヨメ（2008年） - 飾  上野健二
- 教頭當家（2009年5月） - 飾   島野右京
- それでも花は咲いていく（2011年） - 飾   藤吉幸二
- 天堂之吻（2011年6月） - 飾   如月星次
- 臨場劇場版（2012年） -  飾 永嶋武文
- 海猿（2012年） - 飾   村松貴史